# Wilhelm Stern (Pädagoge)
Wilhelm Stern (* 22. April 1792 in Mosbach; † 31. März 1873 in Karlsruhe) war ein deutscher Pädagoge.
Wilhelm Stern, beeinflusst von Pestalozzi, hatte als Professor und Direktor der Lehrerbildungsanstalt in Karlsruhe großen Einfluss auf das Volksschulwesen in Baden. Zahlreiche Lehrbücher wurden von ihm verfasst.

Porträt von Wilhelm Stern

## Leben
Wilhelm Stern wurde als Sohn des Bäckermeisters Martin Stern in Mosbach geboren und wuchs dort auf. Ab dem 14. Lebensjahr besuchte er das Lyzeum in Karlsruhe, wo Johann Peter Hebel auf seine geistige Entwicklung großen Einfluss hatte. Es folgte das Studium der Theologie und der Naturlehre in Heidelberg. Durch kriegerische Ereignisse um 1813 von Heidelberg vertrieben, schloss er sein Studium in Tübingen ab. Nach dem Studium arbeitete er bei seinem Lehrer und Freund Johann Heinrich Pestalozzi am Neuenburgersee in der Schweiz. 1823 wurde er mit dem Aufbau der evangelischen Lehrerbildungsanstalt in Karlsruhe betraut. Er war befreundet mit den Pädagogen Heinrich Dittmar und Heinrich Wilhelm David Heman im pfälzischen Grünstadt, die er in den 1830er Jahren dort öfter besuchte.
Als Lehrer, Professor und Direktor des Lehrerseminars in Karlsruhe hatte Wilhelm Stern entscheidenden Einfluss auf das Schulwesen in Baden. Seine zahlreichen Sprach-, Lese- und Rechenbücher wurden jahrzehntelang im badischen Schulunterricht benutzt. Wilhelm Stern starb als 80-Jähriger am 31. März 1873.
Die Wilhelm-Stern-Grundschule in Mosbach ist nach ihm benannt.

## Schriften
- Communionbuch für Wahrheit und Frieden des Herzens Suchende; nebst einem vorangehenden Heilsweg. Karlsruhe 1837 (Digitalisat)